# Fritz Lindemann
Pour les articles homonymes, voir Lindemann.
Fritz Lindemann (11 avril 1894 à Berlin - 22 septembre 1944 à Berlin) est un General der Artillerie allemand au sein de la Heer dans la Wehrmacht pendant la Seconde Guerre mondiale.
Il a été récipiendaire de la Croix de chevalier de la Croix de fer. Cette décoration est attribuée en reconnaissance d'un acte d'une extrême bravoure ou d'un succès de commandement important du point de vue militaire.

## Biographie
Fritz Lindemann est né à Charlottenbourg, Berlin. Il entre dans le service actif le 12 mars 1912 en tant que Fahnenjunker dans la Kaiserliche Armee au sein du 4e régiment d'artillerie de campagne de la Garde. Après la fin de la Première Guerre mondiale, il est membre temporaire de la délégation de paix allemande à Versailles. Il sert ensuite dans la Reichswehr dans la formation du personnel.
Pendant la Seconde Guerre mondiale, il sert en Pologne, en France et sur le Front de l'Est. Lindemann prend le commandement de la 132. Infanterie-Division de janvier 1942 à août 1943, avant sa nomination en tant que chef d'état-major de l'artillerie Oberkommando des Heeres. Il développe également des contacts avec des conspirateurs contre Adolf Hitler, dont le général Helmuth Stieff et à la suite de l'assassinat d'Hitler il lui est proposé qu'il lise la proclamation des conspirateurs pour le peuple allemand à la radio, mais il ne recevra jamais l'ordre de se présenter à la Bendlerblock le 20 juillet 1944 Après l'échec du complot du 20 juillet, il va se cacher à Dresde et à Berlin. Il est retrouvé et est grièvement blessé lors de son arrestation par la Gestapo en septembre 1944. Il décède à l'hôpital de ses blessures. Les membres de la famille qui le mettaient à l'abri sont condamnés à mort.

## Décorations
- Croix de fer (1914)
  - 2e Classe
  - 1re Classe
- Croix hanséatique de Hambourg
- Croix d'honneur
- Médaille de service de longue durée de la Wehrmacht 4e à 1re Classe
- Agrafe de la Croix de fer (1939)
  - 2e Classe
  - 1re Classe
- Croix de chevalier de la Croix de fer
  - Croix de chevalier le 4 septembre 1941[2]

- Croix allemande en Or le 23 août 1942[2]
- Plaque de bras Crimée
- Ordre de Michel le Brave 3e Classe le 8 mai 1942